# Coran-Kadima
Coran-Kadima (lub Kadima-Coran; hebr. צורן-קדימה) – samorząd lokalny położony w Dystrykcie Centralnym, w Izraelu.
Leży na równinie Szaron, w otoczeniu miasta Kalansuwa, miasteczek Ewen Jehuda i Tel Mond, oraz moszawów Cur Mosze, Ge’ulim, Porat, En Sarid, En Wered i Bene Deror.

## Historia
Osada Kadima została założona 5 lipca 1933 przez żydowskich imigrantów z Niemiec. W 1950 uzyskała ona status samorządu lokalnego. Nazwa w języku hebrajskim oznacza „Naprzód” lub „Do przodu”.
W 1992 na wschód od Kadimy powstała nowa osada, nazwana Coran, co oznacza w języku hebrajskim „Krzem”. Osada powstała według projektu znanego architekta Rachela Waldena. Pierwsi mieszkańcy wprowadzili się do nowych domów w 1994, a w 1997 osada otrzymała status samorządu lokalnego.
Współczesne miasteczko Coran-Kadima powstało w 2003 w wyniku połączenia ze sobą miejscowości Coran i Kadima.
W 2003 powstał tutaj projekt utworzenia Zielonej Wioski z przyległym kompleksem naukowo-badawczym działającym na potrzeby przemysłu. Całość ma być zintegrowana z wiejskim krajobrazem i pomóc w rozwoju regionu.

## Demografia
Zgodnie z danymi Izraelskiego Centrum Danych Statystycznych w 2008 roku w mieście żyło 17,2 tys. mieszkańców, wszyscy Żydzi.
Populacja miasta pod względem wieku:
| Wiek (w latach) | Procent populacji w % |
| --------------- | --------------------- |
| 0-4             | 10,0%                 |
| 5-9             | 11,7%                 |
| 10-14           | 11,2%                 |
| 15-19           | 8,1%                  |
| 20-29           | 9,8%                  |
| 30-44           | 25,9%                 |
| 45-59           | 16,2%                 |
| ponad 60        | 7,1%                  |

Źródło danych: Central Bureau of Statistics.

## Edukacja
W miejscowości znajdują się szkoły podstawowe: Nitsanei Ha-Sharon, Netiwot-Moshe, Yigal i Lev Ran. Szkoły średnie to: Gvanim i Yuvalim. Dodatkowo jest tutaj szkoła religijna Or Tora.

## Gospodarka
Gospodarka miejscowości opiera się na rolnictwie, sadownictwie i uprawach w szklarniach. We wschodniej części miejscowości znajduje się park przemysłowy Ha-Sharon.

## Komunikacja
Przez miejscowość przebiega droga nr 562 , którą jadąc na południe dojeżdża się do drogi nr 553  i miasteczka Tel Mond, a jadąc na północ dojeżdża się do moszawu Ge’ulim. Lokalną drogą prowadzącą na zachód dojeżdża się do drogi ekspresowej nr 4  (Erez–Kefar Rosz ha-Nikra). Lokalna droga prowadząca na wschód dojeżdża do moszawu En Sarid.